# Dorado de cerdo

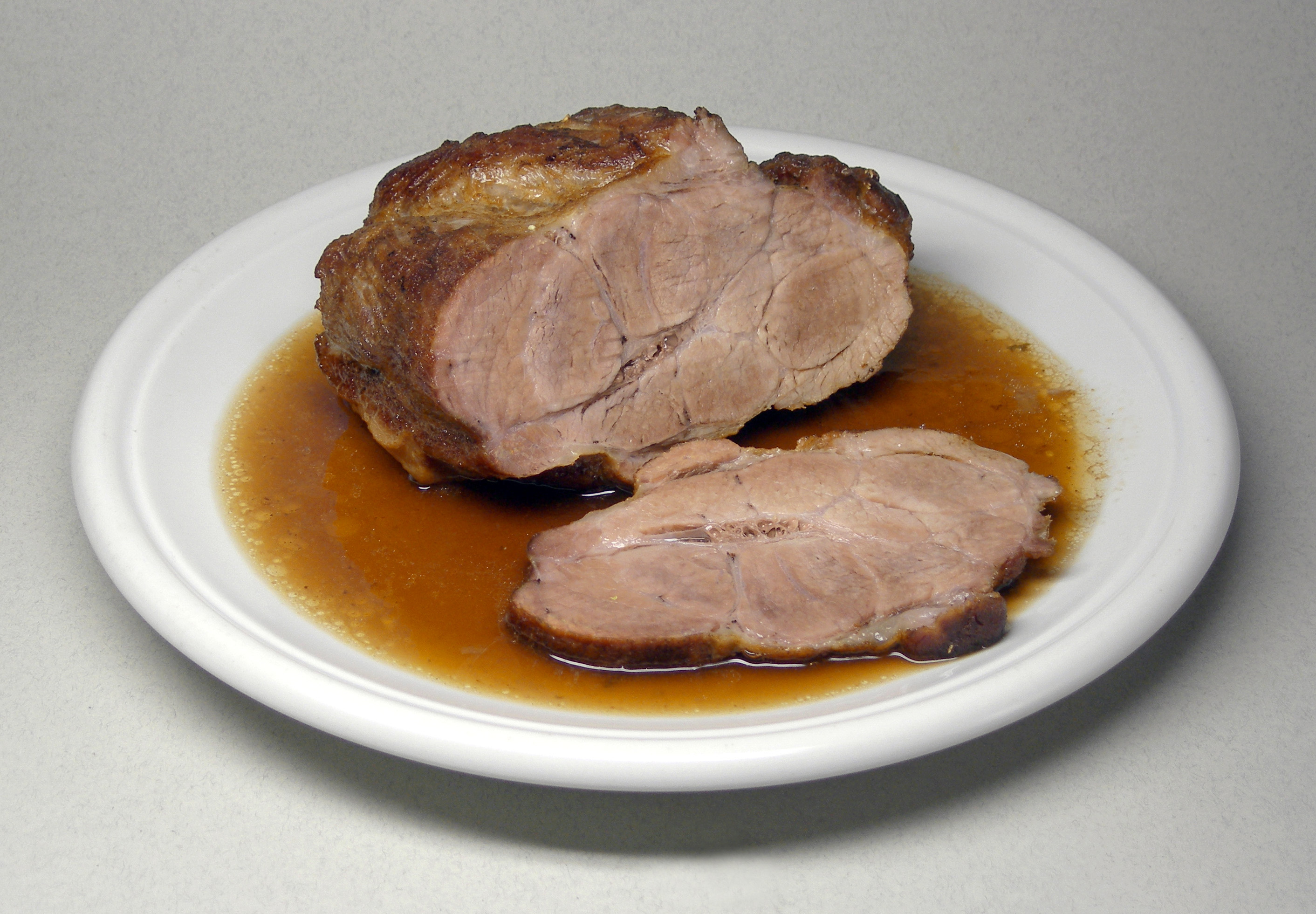
Cuello de cerdo asado con salsa de cerveza

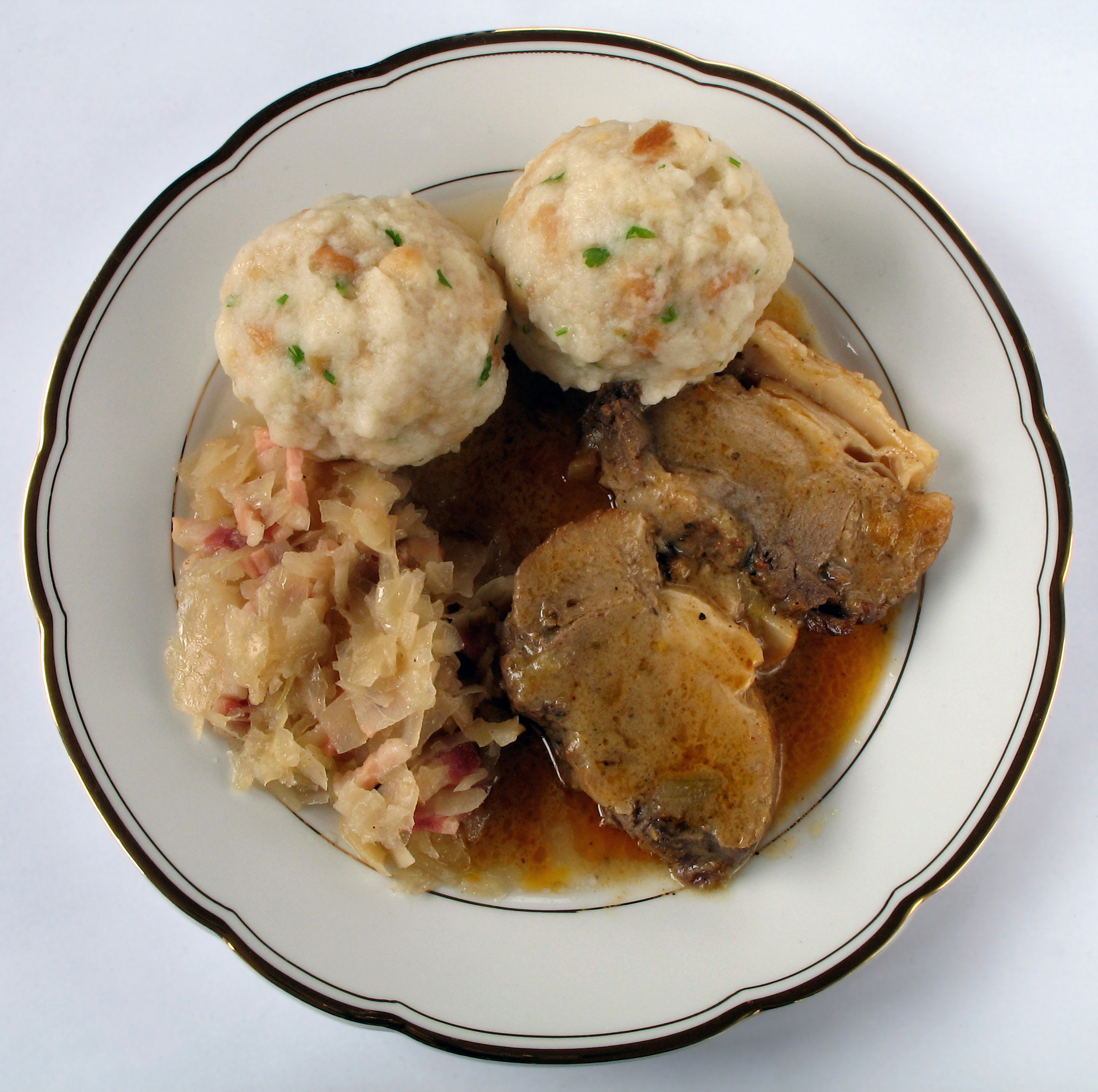
Asado de cerdo con albóndigas y ensalada de col caliente

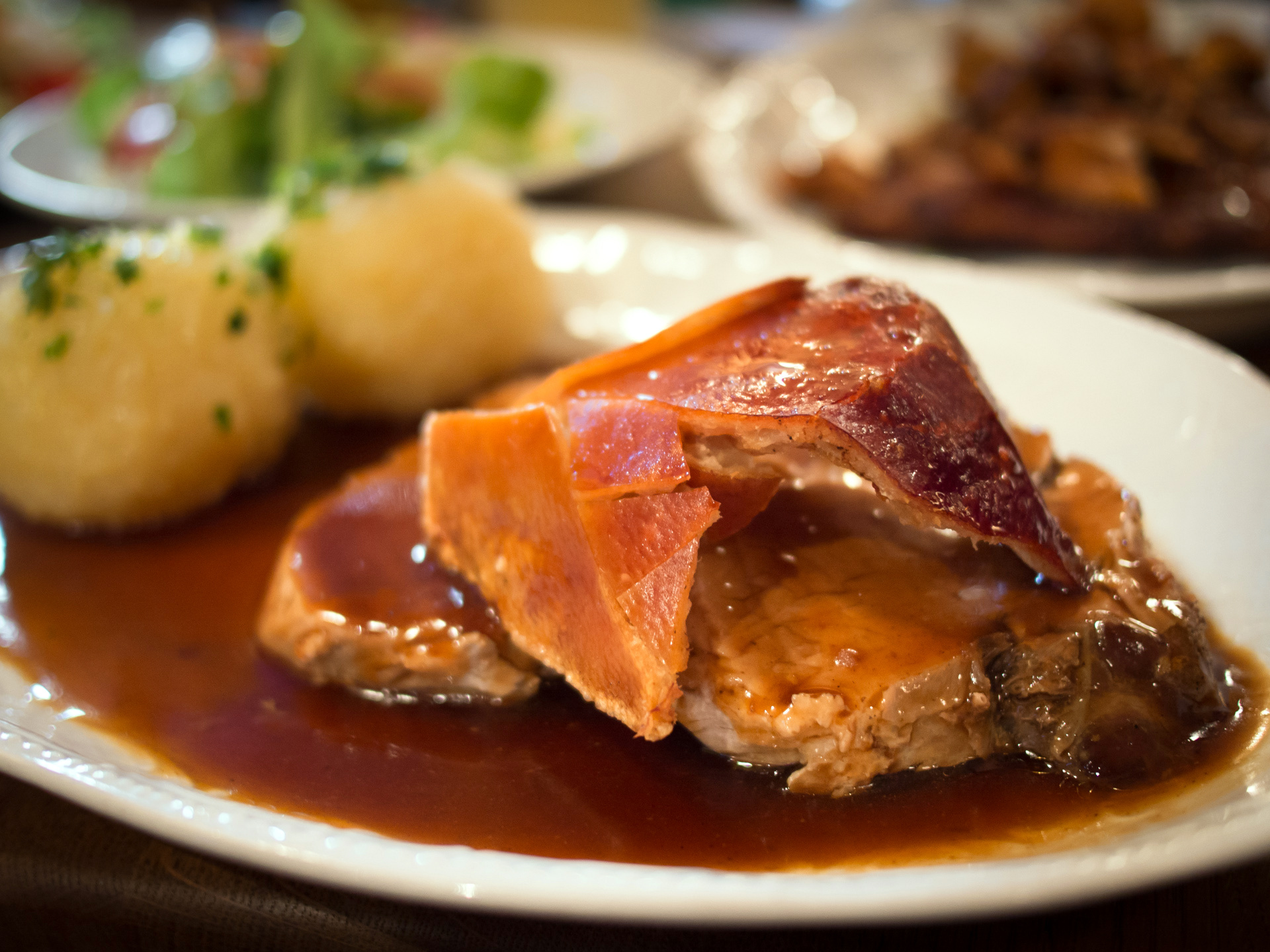
Asado de cerdo bávaro con cerveza obscura

El dorado de cerdo o asado de cerdo es un platillo casero originario de la República Checa y Eslovaquia, del sur de Alemania, Austria y Suiza, que consiste en piezas de cerdo asadas y estofadas. Las partes del cerdo más comunes para asar son la cabeza o nuca, la espalda o lomo, los hombros y el jamón.[cita requerida]

## Preparación
El cerdo es sazonado, dependiendo de la receta, en su mayoría con comino, cilantro, orégano y ajo. Si se prepara como estofado, se suele acompañar el guiso con verduras como zanahorias, apio, raíces de perejil y cebollas. Si se prepara como un asado, el cerdo permanecerá en el horno, hasta que la corteza quede crujiente.

## Variantes por región

### Baviera
El asado de cerdo se halla entre los platillos tradicionales de la cocina bávara. La salsa típica de la versión bávara se obtiene a través de la prima del caldo de carne y la cerveza obscura. El platillo se sirve caliente la mayoría de las veces, acompañado de col roja o lombarda, chucrut o ensalada de repollo y albóndigas de pan o de patata; si se sirve frío, se suele acompañar con rábano picante recién rallado y pan. El considerar al asado de cerdo como uno de los platos más comunes de la gastronomía bávara, no solo aplica en restaurantes gourmet sino también en establecimientos con comida de carácter muy sencillo.

### Austria
La mayoría de las ocasiones el asado se condimenta con comino y ajo para darle un sabor más fuerte, y se acostumbra servir con ensalada de repollo o chucrut y albóndigas de pan o de patata. Como variante inusual, las patatas se pueden servir en forma de guarnición, al mismo tiempo que estas son cocinadas con carne entubada. En casi toda Austria el asado de cerdo es considerado como un alimento tradicional y también está registrado como uno de los principales platillos tradicionales de esta región.

### República Checa / Bohemia
El asado de cerdo, en checo Vepřová pečeně con albóndigas y repollo, popularmente conocido con la abreviatura Vepřo-knedlo-Zelo, es decir asado de cerdo – albóndigas - repollo, y en el norte de Bohemia como Knedlo-vepřo-zelo, es considerado como el plato nacional checo o «bohemio »por excelencia. La preparación de este platillo es muy similar a la que es utilizada en Austria.

### Silesia
En Silesia, en el proceso de preparación del asado de cerdo, se suele introducir la carne en un adobo de ajo, cebolla, sal y pimienta con hojas de laurel por un lapso de 3 a 4 días, antes de que sea cocinada.

## Literatura
- Erhard Gorys: Das neue Küchenlexikon. Von Aachener Printen bis Zwischenrippenstück (= dtv, Band 136245). 11. Auflage. Deutscher Taschenbuch Verlag, München 2007, ISBN 978-3-423-36245-0.